# Убийство Авеля Каином

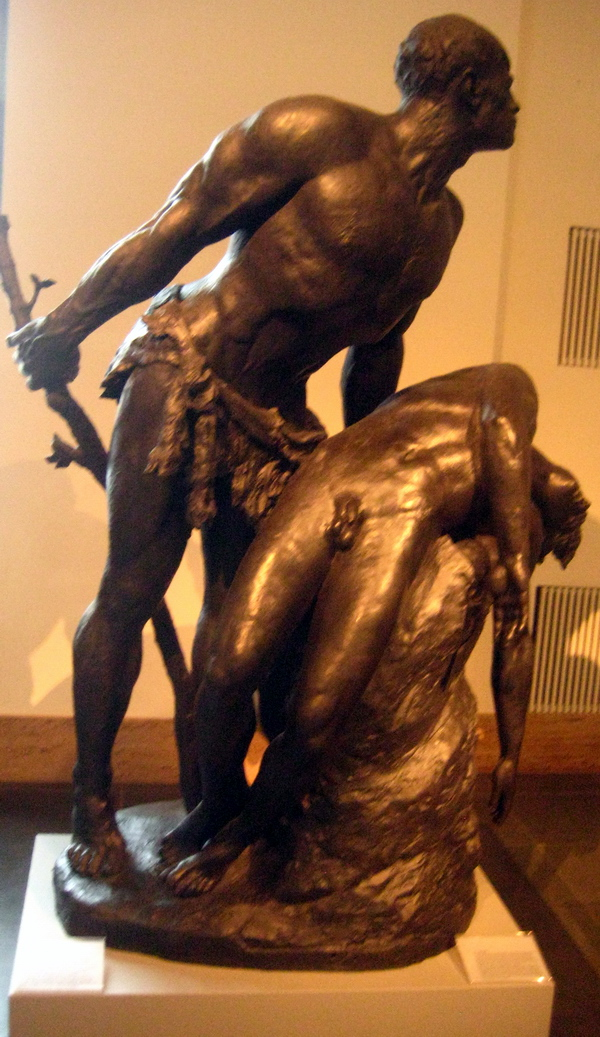
Каин и Авель. Р. Бегас, бронза, 1895; Немецкий исторический музей

Убийство Авеля Каином — библейский ветхозаветный сюжет 4-й главы Книги Бытия, когда первый сын Адама и Евы, земледелец Каин, убил своего младшего брата Авеля, пастуха овец (Быт. 4:8), — из-за того, что дар, принесённый Авелем, оказался угодным Богу, в отличие от приношения Каина.
Спустя несколько времени, Каин принес от плодов земли дар Господу, и Авель также принес от первородных стада своего и от тука их. И призрел Господь на Авеля и на дар его, а на Каина и на дар его не призрел.Быт. 4:3, 4

## В Библии
Каин и Авель в Библии — два брата, сыновья Адама и Евы. Согласно Книге Бытия, Каин был первым в истории убийцей, Авель — первой жертвой убийства. Авель был пастухом овец, Каин — земледельцем. Каин принёс в дар Богу от плодов земли, Авель же принёс в жертву животных своего стада.
Бог благосклонно принял только жертву Авеля. Каин сильно огорчился и после этого убил Авеля (Быт. 4:5—8). Каин попытался скрыть перед Богом факт содеянного (Быт. 4:9). За убийство Авеля Бог проклял Каина (Быт. 4:10—12).

## Толкование

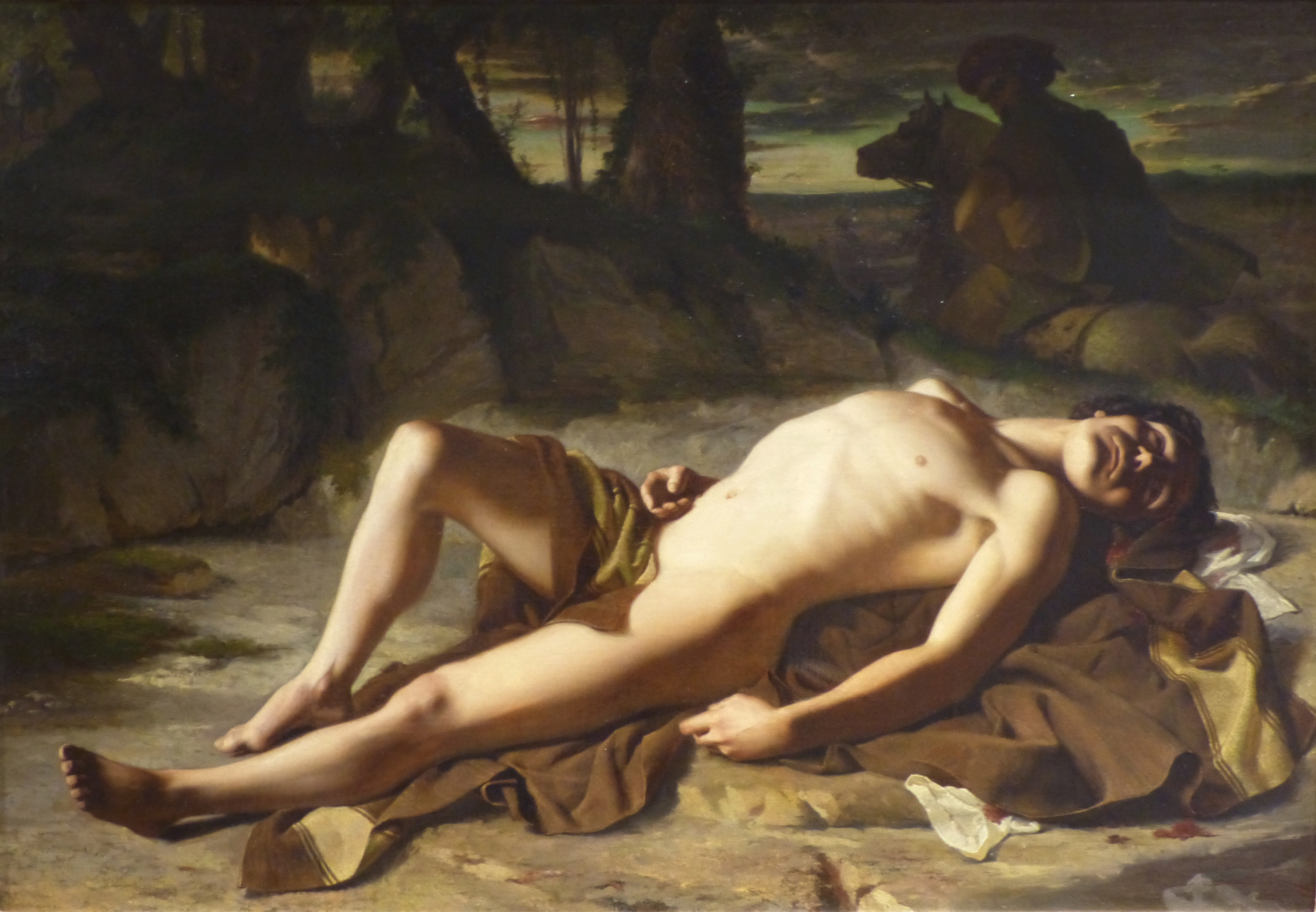
Художник Альфред Луде. Убийство Авеля Каином. Музей истории и археологии, Валанс

### В христианстве
Книга Бытия не указывает причины принятия Богом жертвы Авеля и отказ от жертвы Каина, и потому это библейское событие имеет различные толкования. 
В Послании к Евреям благосклонное принятие жертвы Авеля, которая была «лучше», объясняется верой Авеля, которой он «получил свидетельство, что он праведен» (Евр. 11:4). Апостол Иоанн говорил, что Каин убил брата за то, что дела его были злы, а Авеля праведны (1Ин. 3:12). Преподобный Ефрем Сирин (IV век) считал, что жертва Каина была совершена не из любви, а из небрежения, и поэтому была отвергнута. Святитель Иоанн Златоуст подчеркивал, что жертва Авеля была «от первородных стада», а Каин принес лишь «от плодов земли жертву» без упоминания о первых плодах.
В христианской традиции Авель рассматривается как первый мученик и первый гонимый праведник.

### В иудаизме
В иудаизме о причинах убийства Каином Авеля существует несколько толкований. В мидраше Берешит Рабба (глава 22) сообщается, что по одному из них, один из братьев сказал: «Земля, на которой ты стоишь, — моя», а второй возразил: «То, что ты одет, — моё». Один сказал: «Разденься», другой возразил: «Улетай от земли». По другому толкованию, один сказал: «Храм должен быть построен в моей области», а другой утверждал: «Он должен быть построен в моей области». По третьему толкованию, ещё один близнец родился с Авелем, и каждый из братьев потребовал её. Один заявил: «Она будет у меня, потому что я первенец; в то время как другой утверждал: «Я должен иметь её, потому что она родилась со мной». Авель был сильнее Каина, так что в начале борьбы Каин очутился под Авелем. Каин сказал: «Ведь нас только двое во всем мире, что скажешь ты отцу в утешение?» Авель исполнился жалости к брату и отпустил его, но Каин вероломно убил его.

### В исламе
Об убийстве Каином Авеля из-за того, что жертва Каина была отвергнута, также написано в Коране, но имена братьев в нём не указаны. После убийства Аллах послал ворона, который стал разрывать землю, показывая как спрятать тело Авеля. 
Согласно толкованиям, когда братья и сестры достигли совершеннолетия, Всевышний повелел Адаму женить Хабила (Авеля) на сестре, рождённой Евой одновременно с Кабилом (Каином), так как ей было запрещено вступать в брак с Каином. Каин отказался взять в жёны сестру, рождённую Евой одновременно с Авелем. Поскольку Каин не прекращал настаивать на своём, чтобы разрешить спор, Адам предложил прибегнуть к жертвоприношению — курбану. Авель принес лучшую овцу, а Каин — незрелую пшеницу. Положив и то и другое на разные холмы, они стали наблюдать. Тут с небес спустилось белое облако и подняло овцу Авеля. Когда Каин увидел это, он испытал сильную зависть и решил убить Авеля. Затем Каин похоронил Авеля. Авелю было двадцать лет.